# Д’Эрми, Аделин
Аделин д'Эрми (фр. Adeline d'Hermy; род. 11 апреля, 1987, Буа-Бернар, Франция) — французская актриса

.

## Биография
Аделина д'Эрми была родом из Северной Франции, где провела детство в Нуайель-Годо, а затем получила образование в Дурже и Энен-Бомон. Увлекалась контемпорари в Региональной радиационной консерватории Лилля, прежде чем перейти в театр, и на советы своих учителей, которые отмечали её талант интерпретации, и в следующем году поступила на Курсы Флоран, а затем, в 2008 году, поступила в высшую национальную консерваторию драматического искусства. Она исполняет пьесы, поставленные Аленом Франсоном, Домиником Валадье и Фанни Сидни, а также танцует в шоу Каролины Маркаде.
Вступив в качестве пансионера в Комеди Франсез 9 декабря 2010 года, она становится 530-м сосьетером учреждения 1 января 2016 года.